# تقديم وتأخير
التقديم والتأخير هو نوع من أنواع البلاغة، يغير بعناصر الجملة من فعل وفاعل ومفعول به. يتعمد الكُتاب استخدام التقديم والتأخير للفت النظر على جزء من الجملة بوضع هذا الجزء في المُقدمة، من الأمثلة على ذلك: «الكرة الكبيرة رماها أحمد». ويفسر البعض هذه الطريقة اللغوية بالترتيب غير العقلاني للجملة على سبيل المثال: أخيراً جاء الرعد والبرق.

## التقديم والتأخير في القرآن
للتقديم والتأخير في القرآن الكريم أسرار بلاغية منها:
1- التبرُّك؛ كتقديم اسم الله تعالى في الأمور ذات الشأن، ومنه قوله تعالى: ﴿ شَهِدَ اللَّهُ أَنَّهُ لَا إِلَهَ إِلَّا هُوَ وَالْمَلَائِكَةُ وَأُولُو الْعِلْمِ ﴾ [آل عمران: 18]، وقوله: ﴿ وَاعْلَمُوا أَنَّمَا غَنِمْتُمْ مِنْ شَيْءٍ فَأَنَّ لِلَّهِ خُمُسَهُ وَلِلرَّسُولِ ﴾ [الأنفال: 41].
2- التعظيم؛ كقوله: ﴿ وَمَنْ يُطِعِ اللَّهَ وَالرَّسُولَ ﴾ [النساء: 69]، ﴿ إِنَّ اللَّهَ وَمَلَائِكَتَهُ يُصَلُّونَ ﴾ [الأحزاب: 56]، ﴿ وَاللَّهُ وَرَسُولُهُ أَحَقُّ أَنْ يُرْضُوهُ ﴾[التوبة: 62].
3- التشريف؛ كتقديم الذَّكر على الأنثى؛ نحو: ﴿ إِنَّ الْمُسْلِمِينَ وَالْمُسْلِمَاتِ ﴾ [الأحزاب: 35]، والحُر في قوله: ﴿ الْحُرُّ بِالْحُرِّ وَالْعَبْدُ بِالْعَبْدِ وَالْأُنْثَى بِالْأُنْثَى ﴾ [البقرة: 178]، والحي في قوله: ﴿ يُخْرِجُ الْحَيَّ مِنَ الْمَيِّتِ ﴾ [الأنعام: 95]، ﴿ وَمَا يَسْتَوِي الْأَحْيَاءُ وَلَا الْأَمْوَاتُ ﴾ [فاطر: 22]، والخيل في قوله: ﴿ وَالْخَيْلَ وَالْبِغَالَ وَالْحَمِيرَ لِتَرْكَبُوهَا ﴾ [النحل: 8]، والسمع في قوله: ﴿ وَعَلَى سَمْعِهِمْ وَعَلَى أَبْصَارِهِمْ ﴾ [البقرة: 7]، وقوله: ﴿ إِنَّ السَّمْعَ وَالْبَصَرَ وَالْفُؤَادَ ﴾ [الإسراء: 36].
ومنه تقديم الغيب على الشهادة في قوله: ﴿ عَالِمُ الْغَيْبِ وَالشَّهَادَةِ ﴾ [الأنعام: 73]؛ لأن عِلمه أشرف، وأما: ﴿ فَإِنَّهُ يَعْلَمُ السِّرَّ وَأَخْفَى ﴾ [طه: 7] فأُخِّر فيه رعايةً للفاصلة.
4- المناسبة، وهي إما مناسبة المتقدم لسياق الكلام؛ كقوله: {وَلَكُمْ فِيهَا جَمَالٌ حِينَ تُرِيحُونَ وَحِينَ تَسْرَحُونَ} [النحل: 6]؛ فإن الجمال بالجمال وإن كان ثابتًا حالتي السراح والإراحة، إلا أنها حالة إراحتها وهو مجيئها من المرعى آخر النهار يكون الجمال بها أفخرَ؛ إذ هي فيه بطانٌ، وحالة سراحها للمرعى أول النهار يكون الجمال بها دون الأول؛ إذ هي فيه خماصٌ، ونظيره قوله: {وَالَّذِينَ إِذَا أَنْفَقُوا لَمْ يُسْرِفُوا وَلَمْ يَقْتُرُوا} [الفرقان: 67] قدم نَفْي الإسراف؛ لأن الشرف في الإنفاق.
5- الحث عليه، والحض على القيام به؛ حذرًا من التهاون به؛ كتقديم الوصية على الدَّيْنِ في قوله: ﴿ مِنْ بَعْدِ وَصِيَّةٍ يُوصِي بِهَا أَوْ دَيْنٍ ﴾ [النساء: 11] مع أن الدَّين مقدمٌ عليها شرعًا.
6- السبق، وهو إما في الزمان باعتبار الإيجاد، بتقديم الليل على النهار، والظلمات على النور، وآدم على نوحٍ، ونوح على إبراهيم، وإبراهيم على موسى، وهو على عيسى، وداود على سليمان، والملائكة على البشر في قوله: ﴿ اللَّهُ يَصْطَفِي مِنَ الْمَلَائِكَةِ رُسُلًا وَمِنَ النَّاسِ ﴾ [الحج: 75]، وعاد على ثمود، والأزواج على الذرية في قوله: ﴿ قُلْ لِأَزْوَاجِكَ وَبَنَاتِكَ ﴾ [الأحزاب: 59]. أو باعتبار الإنزال؛ كقوله: ﴿ صُحُفِ إِبْرَاهِيمَ وَمُوسَى ﴾ [الأعلى: 19]، ﴿ وَأَنْزَلَ التَّوْرَاةَ وَالْإِنْجِيلَ * مِنْ قَبْلُ هُدًى لِلنَّاسِ وَأَنْزَلَ الْفُرْقَانَ ﴾ [آل عمران: 3، 4]، أو باعتبار الوجوب والتكليف؛ نحو: ﴿ ارْكَعُوا وَاسْجُدُوا ﴾ [الحج: 77]، ﴿ فَاغْسِلُوا وُجُوهَكُمْ وَأَيْدِيَكُمْ ﴾ [المائدة: 6]، ﴿ إِنَّ الصَّفَا وَالْمَرْوَةَ مِنْ شَعَائِرِ اللَّهِ ﴾ [البقرة: 158].
7- السببية؛ كتقديم العزيز على الحكيم؛ لأنه عزَّ فحكَم، والعليم عليه؛ لأن الإحكامَ والإتقانَ ناشئٌ عن العلم، وأما تقديمُ الحكيم عليه في سورة الأنعام فلأنَّه مقامُ تشريعِ الأحكام.
ومنه: تقديم العبادة على الاستعانة في سورة الفاتحة؛ لأنها سببُ حصول الإعانة، وكذا قوله: ﴿ يُحِبُّ التَّوَّابِينَ وَيُحِبُّ الْمُتَطَهِّرِينَ ﴾ [البقرة: 222]؛ لأن التوبة سبب الطهارة.
﴿ لِكُلِّ أَفَّاكٍ أَثِيمٍ ﴾ [الجاثية: 7]؛ لأن الإفك سبب الإثم.
﴿ يَغُضُّوا مِنْ أَبْصَارِهِمْ وَيَحْفَظُوا فُرُوجَهُمْ ﴾ [النور: 30]؛ لأن البصرَ داعيةٌ إلى الفَرْجِ.
8- الكثرة؛ كقوله: ﴿ فَمِنْكُمْ كَافِرٌ وَمِنْكُمْ مُؤْمِنٌ ﴾ [التغابن: 2]؛ لأن الكفار أكثر.
﴿ فَمِنْهُمْ ظَالِمٌ لِنَفْسِهِ ﴾ [فاطر: 32] قدَّم الظالم لكثرته؛ ثم المقتصد، ثم السابق؛ ولهذا قدَّم السارق على السارقة؛ لأن السرقة في الذكور أكثر، والزانية على الزاني؛ لأن الزنا فيهنَّ أكثر.
9- الترقِّي من الأدنى إلى الأعلى؛ كقوله: ﴿ أَلَهُمْ أَرْجُلٌ يَمْشُونَ بِهَا أَمْ لَهُمْ أَيْدٍ يَبْطِشُونَ بِهَا ﴾ [الأعراف: 195]، بدأ بالأدنى لغرض الترقي؛ لأن اليدَ أشرفُ من الرِّجْل، والعين أشرف من اليد، والسمع أشرف من البصر، ومن هذا النوع تأخير الأبلغ، وقد خرج عليه تقديم الرحمن على الرحيم، والرؤوف على الرحيم، والرسول على النبي في قوله: ﴿ وَكَانَ رَسُولًا نَبِيًّا ﴾ [مريم: 51]، وذُكِرَ لذلك نُكَتٌ، أشهرها: مراعاة الفاصلة.
10-  التدلِّي مِن الأعلى إلى الأدنى، وخرج عليه: ﴿ لَا تَأْخُذُهُ سِنَةٌ وَلَا نَوْمٌ ﴾ [البقرة: 255]، ﴿ لَا يُغَادِرُ صَغِيرَةً وَلَا كَبِيرَةً﴾ [الكهف: 49]، ﴿ لَنْ يَسْتَنْكِفَ الْمَسِيحُ أَنْ يَكُونَ عَبْدًا لِلَّهِ وَلَا الْمَلَائِكَةُ الْمُقَرَّبُونَ ﴾ [النساء: 172] .
11-  منها كونه أدلَّ على القدرة وأعجب؛ كقوله: ﴿ فَمِنْهُمْ مَنْ يَمْشِي عَلَى بَطْنِهِ ﴾ [النور: 45]، وقوله: ﴿ وَسَخَّرْنَا مَعَ دَاوُودَ الْجِبَالَ يُسَبِّحْنَ وَالطَّيْرَ ﴾ [الأنبياء: 79].
قال الزمخشري: قدم الجبال على الطير؛ لأن تسخيرها له وتسبيحَها أعجبُ وأدلُّ على القدرة، وأدخلُ في الإعجاز؛ لأنها جمادٌ، والطير حيوانٌ ناطقٍ.
12-  رعاية الفواصل؛ كقوله: ﴿ وَاسْجُدُوا لِلَّهِ الَّذِي خَلَقَهُنَّ إِنْ كُنْتُمْ إِيَّاهُ تَعْبُدُونَ ﴾ [فصلت: 37]، بتقديم «إياه» على «تعبدون» لمشاكلة رؤوس الآي، وكقوله: ﴿ فَأَوْجَسَ فِي نَفْسِهِ خِيفَةً مُوسَى ﴾ [طه: 67]؛ فإنه لو أخَّر (في نفسه) عن (موسى) فات تناسُبُ الفواصل؛ لأن قبله: ﴿ يُخَيَّلُ إِلَيْهِ مِنْ سِحْرِهِمْ أَنَّهَا تَسْعَى ﴾ [طه: 66]، وبعده: ﴿ إِنَّكَ أَنْتَ الْأَعْلَى ﴾ [طه: 68].
13-  إفادة الحصر للاختصاص.
وذلك بتقديم المفعول، والخبر، والظرف، والجار والمجرور، ونحوها، على الفعل؛ كقوله تعالى: ﴿ إِيَّاكَ نَعْبُدُ ﴾ [الفاتحة: 5]؛ أي نخصُّك بالعبادة، فلا نعبد غيرك.
وقوله: ﴿ إِنْ كُنْتُمْ إِيَّاهُ تَعْبُدُونَ ﴾ [فصلت: 37]؛ أي: إن كنتم تخصونه بالعبادة.
والخبر كقوله: ﴿ قَالَ أَرَاغِبٌ أَنْتَ عَنْ آلِهَتِي ﴾ [مريم: 46]، وقوله: ﴿ وَظَنُّوا أَنَّهُمْ مَانِعَتُهُمْ حُصُونُهُمْ مِنَ اللَّهِ ﴾ [الحشر: 2].

## الفاعل والمفعول به
الأصل في الترتيب اللغوي، أن يُذكر الفعل وبعده الفاعل وبعدهما المفعول به. ولكن يجب أن يتقدم الفاعل على المفعول به في الحلات التالية:
1. إذا كانت علامات الإعراب لا تظهر على الفاعل والمفعول به مثل ساعد موسى مصطفى.
2. وإذا كان الفاعل ضميراً، والمفعول به اسماً ظاهراً مثل: شاهدتُ النجومَ.
3. أن يكون الفاعل والمفعول به ضمير من مثل : كلّمْتُهُ.

- كما يجب تقديم المفعول به على الفاعل في الحالات التالية:

1. إذا اتصل الفاعل بضمير يعود على المفعول به: ساقَ السيارةَ صاحبُها، لأن الضمير يعود على اسم سبق ذكره وليس العكس.
2. إذا كان الفاعل اسماً ظاهراً والمفعول به ضميراً مثل : ساعَدني أبوك.[2]